# Länsväg 187
Länsväg 187 går mellan Vara och Lidköping.
Vägen ansluter till:
- E20
- Riksväg 47
- Riksväg 44

## Beskrivning av sträckan
Väg 187 börjar i Vara i anslutning till E20 och går i en båge norr om Vara tätort. Efter ett par kilometer ansluter länsvägen till riksväg 47 och på en sträcka om ca 600 meter har vägarna gemensam sträckning. Anslutningarna till riksväg 47 är olycksdrabbade och fungerar som en bromskloss för trafikanter på riksväg 47 då trafikanter från Vara och Lidköping endast en kort stund befinner sig på den gemensamma sträckan och hastigheten är då låg. Väg 187 viker sedan av norrut och ansluter strax utanför Lidköping till riksväg 44. På vägen passeras samhällena Stora Levene och Järpås.

## Standard
Vägstandarden är bra hela vägen mellan Vara och Lidköping. Hastigheten är 70 km/h mellan Vara och riksväg 47 och 80 km/h övriga sträckor där inga samhällen passeras.

## Planer
Det finns planer på att bygga om riksväg 44 i Lidköping och då kommer länsväg 187 att få en ny anslutning till riksväg 44.